# 1899 no cinema

## Nascimentos
| Data           | Nome                | Profissão                                                                            | Nacionalidade  | Observações | Ref |
| -------------- | ------------------- | ------------------------------------------------------------------------------------ | -------------- | ----------- | --- |
| 16 de abril    | Sir Charlie Chaplin | ator, diretor e humorista                                                            | Reino Unido    | m.1977      |     |
| 27 de abril    | Walter Lantz        | cartunista, criador do personagem do Pica-Pau e fundador do Walter Lantz Productions | Estados Unidos | m. 1994     |     |
| 10 de maio     | Fred Astaire        | dançarino e actor                                                                    | Estados Unidos | m. 1987     |     |
| 30 de maio     | Irving Thalberg     | produtor cinematográfico                                                             | Estados Unidos | m. 1936     |     |
| 5 de julho     | Marcel Achard       | actor                                                                                | França         | m. 1974     |     |
| 7 de julho     | George Cukor        | realizador/diretor de cinema                                                         | Estados Unidos | m. 1983     |     |
| 17 de julho    | James Cagney        | actor                                                                                | Estados Unidos | m. 1986     |     |
| 13 de agosto   | Alfred Hitchcock    | cineasta                                                                             | Reino Unido    | m. 1980     |     |
| 14 de agosto   | Alma Reville        | roteirista e editora cinematográfica                                                 | Reino Unido    | m. 1982     |     |
| 14 de setembro | Hal B. Wallis       | produtor cinematográfico                                                             | Estados Unidos | m. 1986     |     |
| 20 de setembro | Elliott Nugent      | director, actor, roteirista e dramaturgo                                             | Estados Unidos | m. 1980     |     |
| 25 de dezembro | Humphrey Bogart     | actor                                                                                | Estados Unidos | m. 1957     |     |

## Mortes
| Data | Nome | Profissão | Nacionalidade | Observações | Ref |
| ---- | ---- | --------- | ------------- | ----------- | --- |